# Messierův katalog

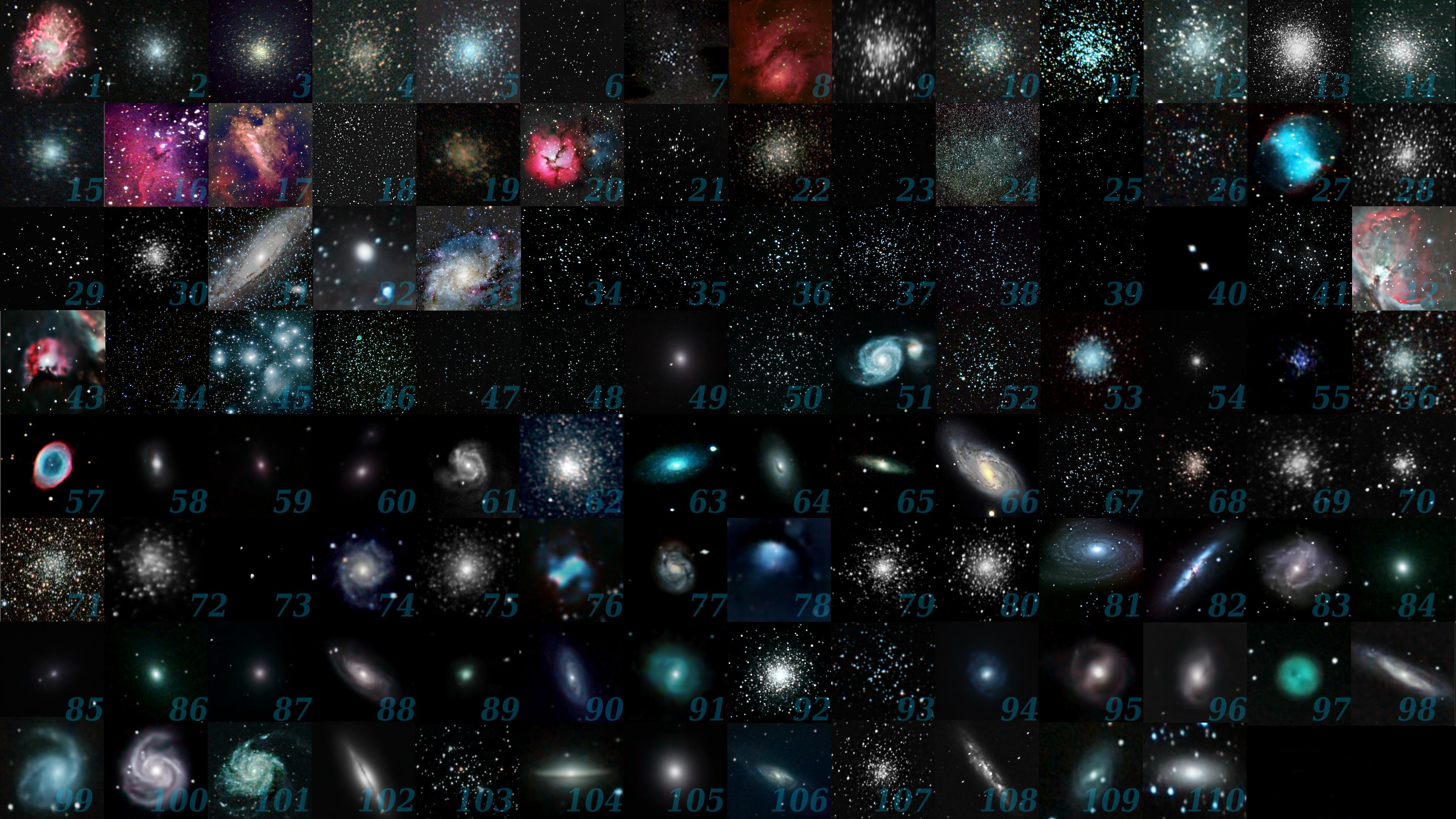
Koláž objektů Messierova katalogu, autor: Michael A. Phillips

Messierův katalog je astronomický katalog objektů hlubokého vesmíru (hvězdokup, mlhovin a galaxií) sestavený francouzským astronomem Charlesem Messierem. Katalog obsahuje 110 objektů, které se označují M1 až M110 a jsou pozorovatelné ze severní polokoule převážně malými dalekohledy.
Původním účelem katalogu bylo upozornit na objekty na pohled zaměnitelné s kometami. Když Messier v roce 1758 hledal Halleyovu kometu, nalezl na obloze skvrnu podobnou kometě.
Messier si nejprve myslel, že objevil další kometu, ale během několika dní zjistil, že se skvrna nepohybuje, a tak změřil její souřadnice. Touto skvrnou byla Krabí mlhovina (M1). Objev této mlhoviny Messiera přiměl k soustavnému hledání nových komet pomocí dalekohledu a přivedl ho k myšlence vytvoření seznamu objektů, které by mohly zmást i ostatní astronomy při hledání komet.
Hlavním Messierovým zájmem však zůstalo hledání komet, a tak v jeho katalogu chybí mnoho dalších jasných objektů. Na jejich doplnění se zaměřil Patrick Moore a sestavil tak Caldwellův katalog, který obsahuje i objekty viditelné z jižní polokoule.
Objekty do Messierova katalogu byly přidávány postupně – první vydání katalogu z roku 1771 obsahovalo 45 objektů,
druhé vydání z roku 1780 zahrnovalo 68 objektů a v dodatku další dva nově nalezené objekty
a třetí vydání katalogu v roce 1781 již obsahovalo 103 objekty.
Počtu 110 katalog dosáhl až ve 20. století, kdy byly upřesněny sporné objekty a bylo doplněno 7 objektů, které do něj chtěl přidat buď sám Messier, nebo jeho blízký spolupracovník Pierre Méchain.

## Předchozí astronomické katalogy

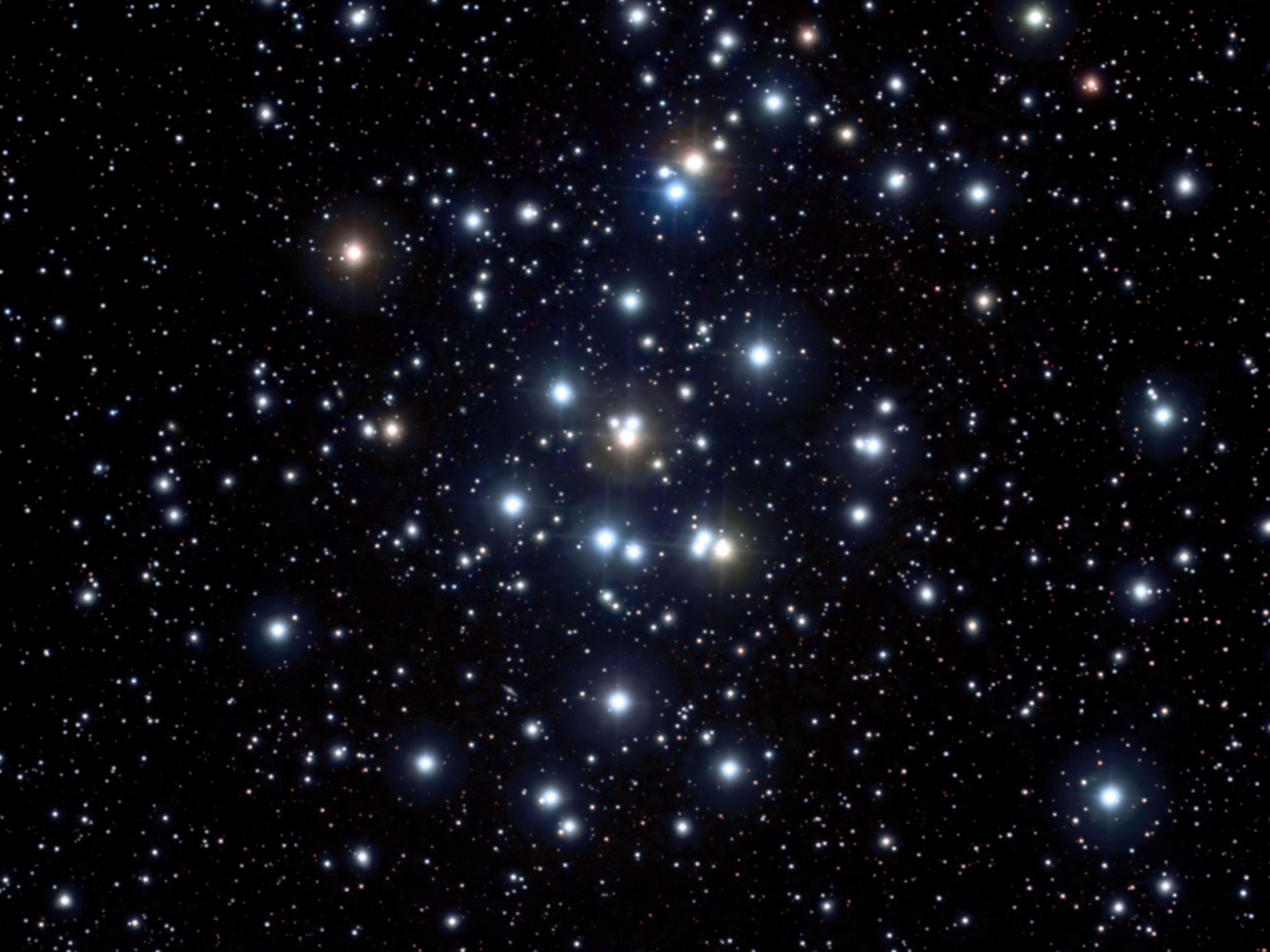
Hvězdokupa Jesličky (M44) na amatérském snímku. Autor: Giuseppe Donatiello

Prvním astronomickým katalogem byl katalog hvězd, který ve 2. století př. n. l. sepsal Hipparchos a ve kterém je zapsána i hvězdokupa Jesličky (M44) a Dvojitá hvězdokupa.
Na Hipparchovo dílo pak navázal Klaudios Ptolemaios se svým Almagestem. V Almagestu jsou navíc zmíněny hvězdokupy M7 a Melotte 111.
Dalším katalogem byla Kniha stálic (Kitáb al-kavatíb‎ plným názvem Kitáb al-kavatíb at-tábit al-musavar‎), kterou v 10. století napsal Abdurrahmán ibn Umar as-Súfí. V knize popsal několik výrazných objektů severní i jižní oblohy, ale z těchto nových objektů do Messierova katalogu přešla pouze Galaxie v Andromedě (M31). Kniha stálic však nebyla v Evropě známa, a tak byl za objevitele Galaxie v Andromedě považován Simon Marius. Dlouhou dobu bylo zapomenuto i dílo Giovanniho Battisty Hodierny, jehož katalog 40 objektů byl vytištěn v Palermu v roce 1654, ale objeven byl až v roce 1985.
Hodiernův katalog obsahoval přinejmenším 9 jeho vlastních objevů, z nichž 7 je součástí Messierova katalogu: Motýlí hvězdokupa (M6), mlhovina Laguna (M8), M36, M37, M38, M41 a M47.
Výrazné postavení mezi astronomickými katalogy si vydobyl i Johannes Hevelius se svým hvězdným atlasem nazvaným Uranographia a seznamem 1 564 hvězd Prodromus Astronomiae. Hevelius v něm zaznamenal několik asterismů a při hledání jednoho z nich Messier do svého katalogu zapsal dvojhvězdu M40. Do Messierova katalogu se dostalo i 8 z 20 objektů ze seznamu, který v roce 1746 sepsal Jean-Philippe Loys de Chéseaux. Posledním větším katalogem vesmírných objektů před prvním vydáním Messierova katalogu byl soupis objektů jižní oblohy, které v letech 1751 a 1752 pozoroval Nicolas-Louis de Lacaille na mysu Dobré naděje. Z tohoto soupisu se do Messierova katalogu dostala kulová hvězdokupa M55 a galaxie Jižní větrník (M83).

## Fáze vzniku Messierova katalogu

### První vydání katalogu (1771)

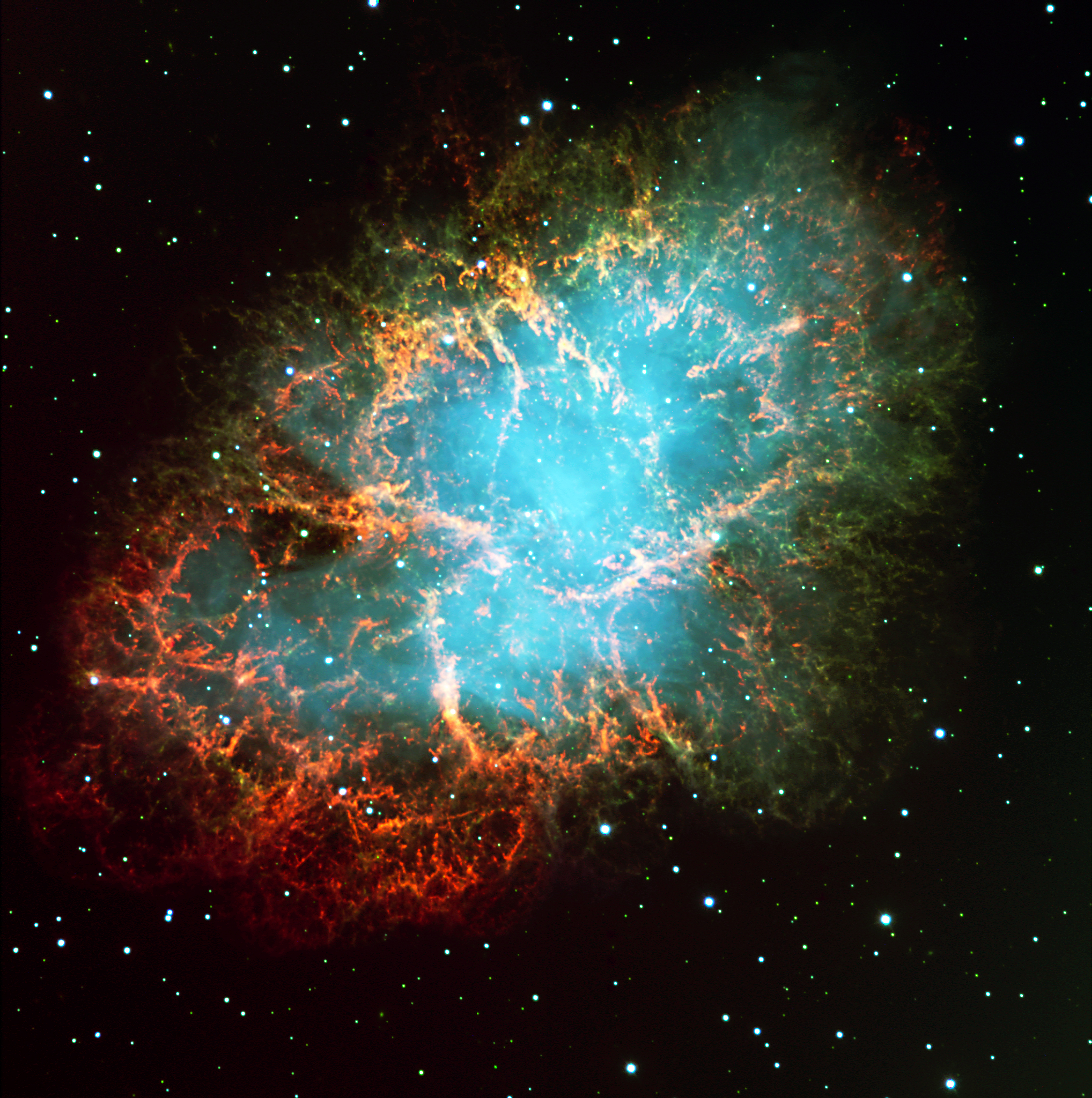
Krabí mlhovina (M1), autor: ESO

Prvním objektem zapsaným v katalogu je Krabí mlhovina (M1), kterou Messier nalezl 28. srpna 1758 během hledání Halleyovy komety při jejím prvním předpovězeném návratu. Messier si nejprve myslel, že objevil další kometu, ale během několika dní zjistil, že se mlhovina nepohybuje, a tak změřil její souřadnice a vyznačil ji na mapě dráhy komety De la Nux (C/1758 K1). Objev této mlhoviny Messiera přiměl k soustavnému hledání nových komet pomocí dalekohledu a přivedl ho k myšlence vytvoření seznamu objektů, které by mohly zmást i ostatní astronomy při hledání komet.
11. září 1760 Messier nalezl druhý nepohyblivý objekt, který později získal označení M2. Ještě i třetí objekt Messier nalezl spíše náhodou při hledání komet.
Tímto objektem byla hvězdokupa M3, kterou objevil 3. května 1764.
Teprve M3 byla prvním vlastním Messierovým objevem, protože Krabí mlhovinu jako první objevil John Bevis v roce 1731 a hvězdokupu M2 Giovanni Domenico Maraldi 11. září 1746.
Zároveň hvězdokupa M3 označuje začátek období soustavného hledání mlhavých objektů, protože do konce roku 1764 Messier zapsal do katalogu i další objekty až po M40 a u 19 z nich je Messier považován za objevitele. Při tomto hledání používal i dostupné dřívější katalogy, z nichž některé jsou zmíněny výše, a dopisoval si s dalšími astronomy a vědci.
V roce 1765 pak nalezl hvězdokupu M41, ale tu znal i Giovanni Battista Hodierna před rokem 1654 a možná i Aristotelés.
Na začátku roku 1769 se Messier zřejmě rozhodl, že svůj katalog zveřejní a přidáním čtyř dobře známých objektů M42 až M45 (Mlhovina v Orionu, hvězdokupa Jesličky a Plejády) vzrostl počet jeho položek na 45. První vydání svého díla představil 16. ledna 1771 Francouzské akademii věd v Paříži.

### Druhé vydání katalogu (1780)

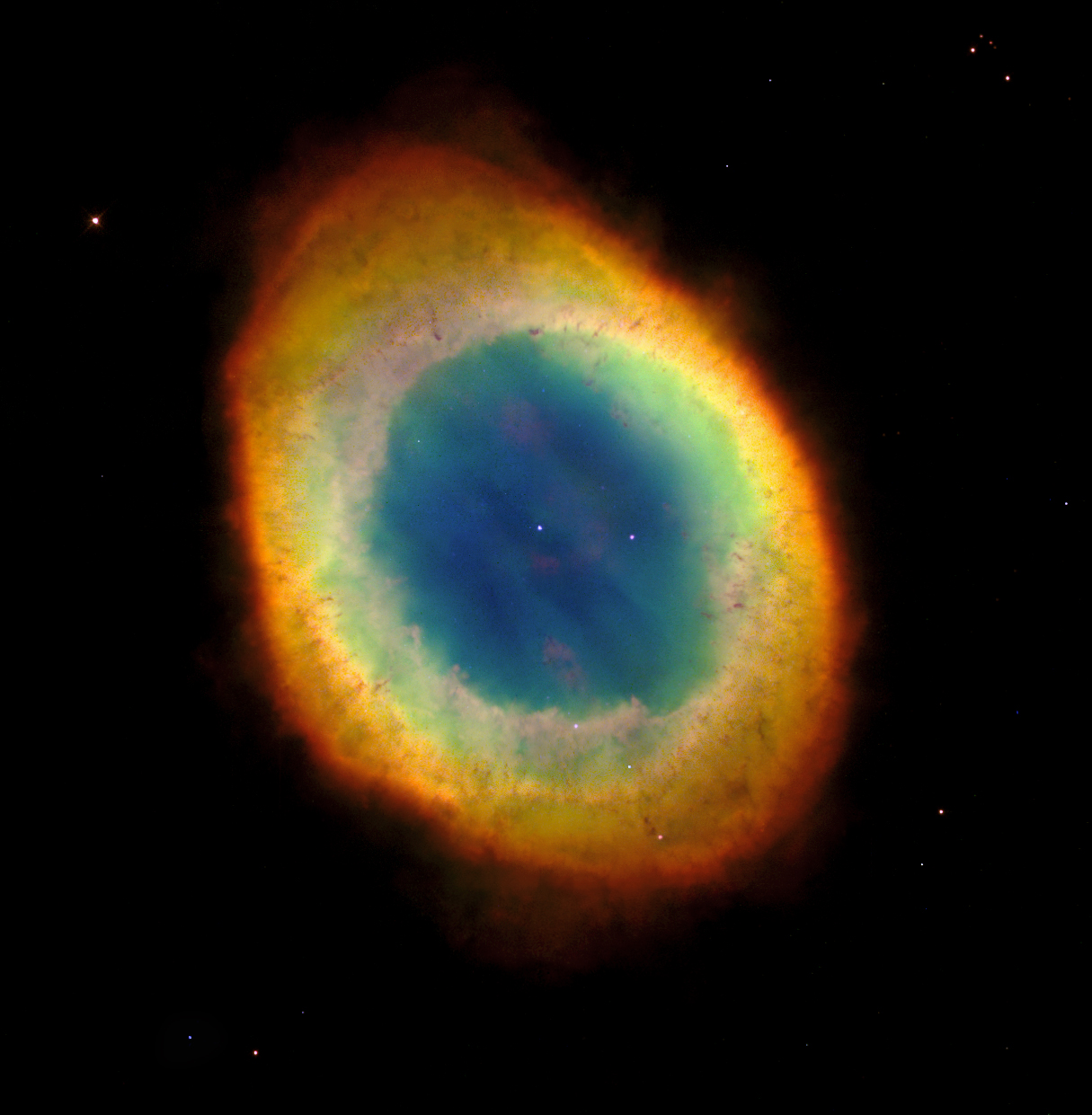
Prstencová mlhovina (M57) na snímku z Hubbleova vesmírného dalekohledu

Tři dny po představení prvního vydání katalogu objevil Messier další čtyři objekty: otevřené hvězdokupy M46, M47 a M48 a galaxii M49, která se tak stala prvním objeveným členem Kupy galaxií v Panně. V červnu téhož roku objevil kulovou hvězdokupu M62, ale její polohu nezměřil přesně, takže ji znovu objevil v roce 1779.
V následujících letech Messier zřejmě pozorování mlhovin omezil a také objevy přibývaly pomaleji. 5. dubna 1772 přidal do svého seznamu otevřenou hvězdokupu M50. 10. srpna 1773 Messier pozoroval druhého průvodce Galaxie v Andromedě, ale do svého katalogu jej nepřidal. Přesto byla později tato satelitní galaxie do katalogu přidána jako poslední položka pod označením M110. V roce 1773 ještě objevil Vírovou galaxii (M51) a v roce 1774 otevřenou hvězdokupu M52. Dalšími přidanými objekty byly až v únoru 1777 kulová hvězdokupa M53 a v roce 1778 kulové hvězdokupy M54 a M55.
Během následujících dvou let do katalogu přibylo 15 objektů. Přispěla k tomu kometa Bode (C/1779 A1), kterou Messier pozoroval. V lednu 1779 prolétala souhvězdím Lyry kolem kulové hvězdokupy M56 a planetární Prstencové mlhoviny (M57). Když pak v dubnu 1779 byla kometa viditelná blízko Kupy galaxií v Panně, pozorovali ji i Johann Gottfried Koehler a Barnabáš Oriani. 11. dubna Koehler objevil galaxie M59 a M60. 15. dubna je nalezl i Messier a navíc objevil i galaxii M58. Galaxii M61 pozorovali 5. května Oriani i Messier, ale Messier ji nejprve považoval za další kometu, a tak prvenství připadlo Orianimu. 7. června pak Messier konečně zaznamenal přesnou polohu M62 a přidal ji do katalogu.
V té době začal s Messierem hledat komety i Pierre Méchain, který 14. června objevil svůj první objekt, galaxii Slunečnici (M63). Téhož dne ji Messier přidal do katalogu.
Dalším objektem v katalogu je galaxie Černé oko (M64), kterou Messier nalezl 1. března 1780, ale Edward Pigott ji objevil o rok dříve 23. března 1779 a nezávisle na něm i Johann Elert Bode 4. dubna 1779.
Přesto Messierovi přálo štěstí a 1. března 1780 kromě M64 objevil další dvě galaxie M65 a M66. 6. dubna 1780 pak Messier přidal do katalogu otevřenou hvězdokupu M67, kterou ovšem někdy před rokem 1779 objevil Koehler.
O tři dny později však Messier objevil kulovou hvězdokupu M68
a završil tak hledání objektů pro druhé vydání svého katalogu, které vyšlo v roce 1780 ve francouzské ročence Connoissance des Temps na rok 1783. Na konci srpna 1780 se Messier a Méchain zaměřili na důkladnou prohlídku oblohy, aby mohli do katalogu přidat další objekty. 31. srpna tak Messier objevil dvě kulové hvězdokupy M69 a M70.
a ještě je stihl přidal jako dodatek ke druhému vydání katalogu.

### Třetí vydání katalogu (1781)
Do konce roku 1780 už katalog narostl na 79 položek a v dubnu 1781 do něj Messier zapsal 100. objekt, galaxii M100. Těsně před vydáním ročenky Connoissance des Temps na rok 1784 byly do katalogu dopsány 3 objekty, které našel Méchain, ale Messier je nestihl ověřit: galaxie Větrník (M101), Vřetenová galaxie (M102) a otevřená hvězdokupa M103.

### Rozšíření katalogu na 110 objektů

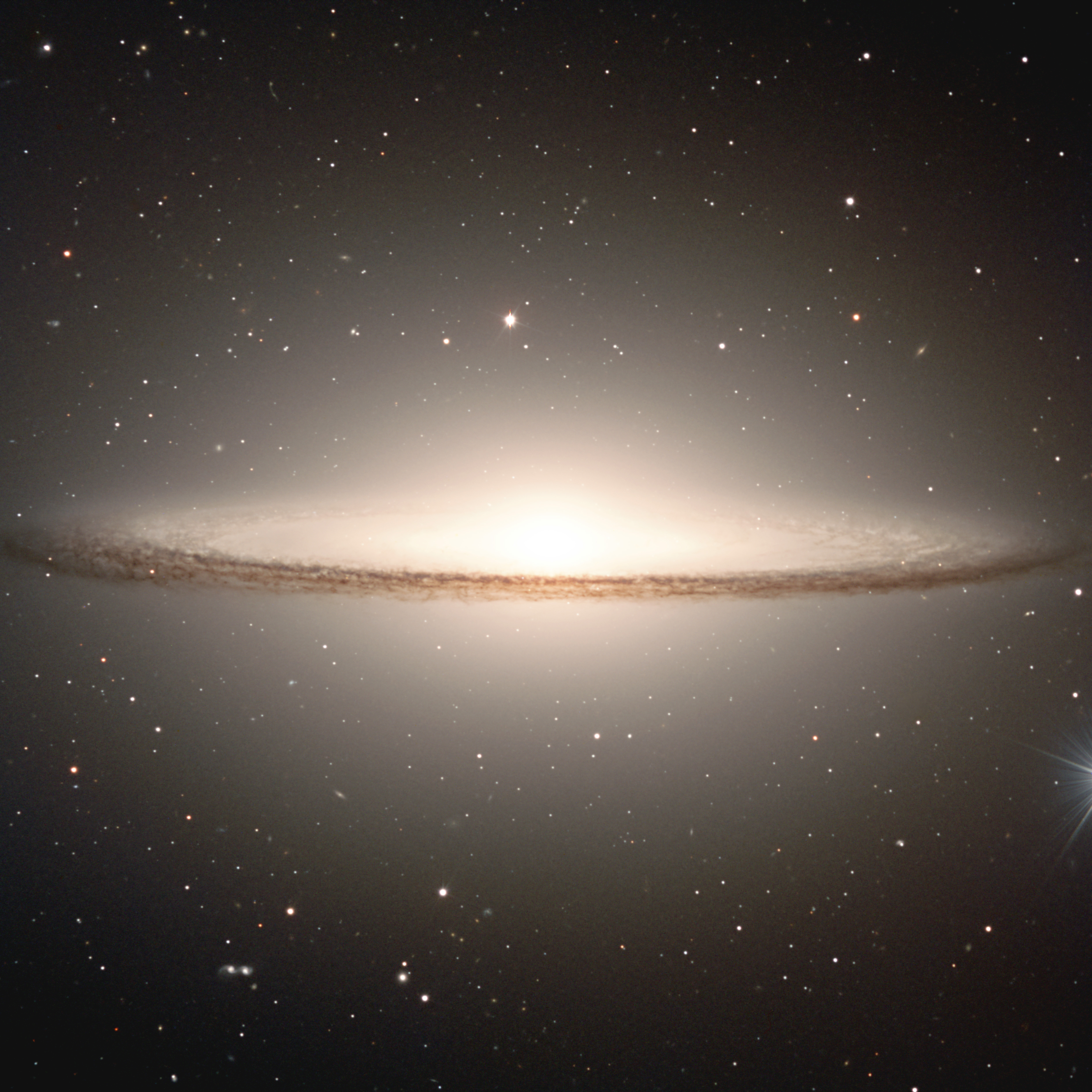
Spirální galaxie Sombrero (M104), autor: ESO

Do ještě čerstvého výtisku této ročenky si Messier 11. května 1781 dopsal galaxii Sombrero (M104) a chybějící souřadnice objektů M101 až M103. Tím otevřel cestu k dalšímu rozšíření katalogu. Tento Messierův výtisk nalezl v roce 1921 Camille Flammarion a galaxii M104 oficiálně zařadil do Messierova katalogu.
Po galaxii M104 v katalogu následují objekty, které objevil Méchain: galaxii M105 v souhvězdí Lva objevil 24. března 1781,
galaxii M106 v Honicích psech objevil v červenci 1781
a kulovou hvězdokupu M107 v dubnu 1782.
Do Messierova katalogu je přidala Helen Sawyerová Hoggová v roce 1947 na základě dopisu, který Méchain napsal 6. května 1783 Bernoullimu z Berlína.
M107 je poslední objevený objekt Messierova katalogu.
Méchain ve svém dopise popsal i další dvě galaxie, které Messier zmínil u mlhoviny M97. Owen Gingerich je v roce 1953 přidal do katalogu pod označením M108 a M109. Jako poslední položka byla do katalogu přidána galaxie M110, kterou Messier objevil 10. srpna 1773, ale do katalogu ji zařadil až Kenneth Glyn Jones v roce 1966.
Z konečného počtu 110 objektů jich Messier nezávisle spoluobjevil 64 nebo 65 (pokud galaxii M102 objevil Messier) a 44 z nich jsou jeho vlastní objevy. Méchain do katalogu přispěl 28 nebo 29 objekty a z toho je 24 nebo 25 jeho vlastních objevů.

## Messierova observatoř
Messier opustil své rodné město Badonviller v roce 1751, tedy ve svých 21 letech, a přistěhoval se do Paříže, kde ho zaměstnal astronom Joseph-Nicolas Delisle. Delisle Messiera přesvědčil o důležitosti přesného měření polohy pozorovaných objektů při každém pozorování a Messierovi se tato zásada vyplatila při sestavování jeho katalogu. Delisle měl observatoř přímo v Hôtelu de Cluny, kde s ním Messier bydlel, a když v roce 1765 odešel do důchodu, Messier po něm observatoř převzal.
Messier během svého života pozoroval mnoha různými dalekohledy. Původním dalekohledem Delislovy observatoře byl Newtonův dalekohled o průměru zrcadla 8 palců, ale kvůli starému typu zrcadla byl účinný asi jako refraktor o průměru 2,5 palce. Později Messier často pozoroval achromatickým refraktorem o průměru 3,5 palce (90 mm), který byl dlouhý 3,5 stopy a měl zvětšení 120x. Moderní refraktory o průměru 4 palců (100 mm) a zrcadlové Newtonovy dalekohledy s průměrem 6 palců (150 mm) původní Messierovy dalekohledy v mnohém předčí, a proto i amatérští astronomové mohou snadno pozorovat všechny objekty Messierova katalogu.

## Význam katalogu pro astronomii
Messier svůj katalog při pozorování často používal, jak o tom svědčí poznámky, které si do něj postupně připisoval. Několikrát také zmínil, že by svůj katalog chtěl dále rozšířit a jeho objekty seřadit podle rektascenze, aby se dal snadno používat. Přesto už jeho rozšíření nevěnoval pozornost, ani opravě chyb v něm obsažených, protože se nadále zaměřil na hledání komet. Messier byl seznámen s Herschelovým průzkumem oblohy a byl si vědom, že se mu svým vybavením nemůže vyrovnat. Pro účely hledání komet však chtěl sepsat pouze ty nejjasnější objekty, které mohl vidět svým malým dalekohledem. Přesto konečných 110 objektů představuje významnou část nejjasnějších objektů hlubokého vesmíru, které jsou viditelné ze severní polokoule.

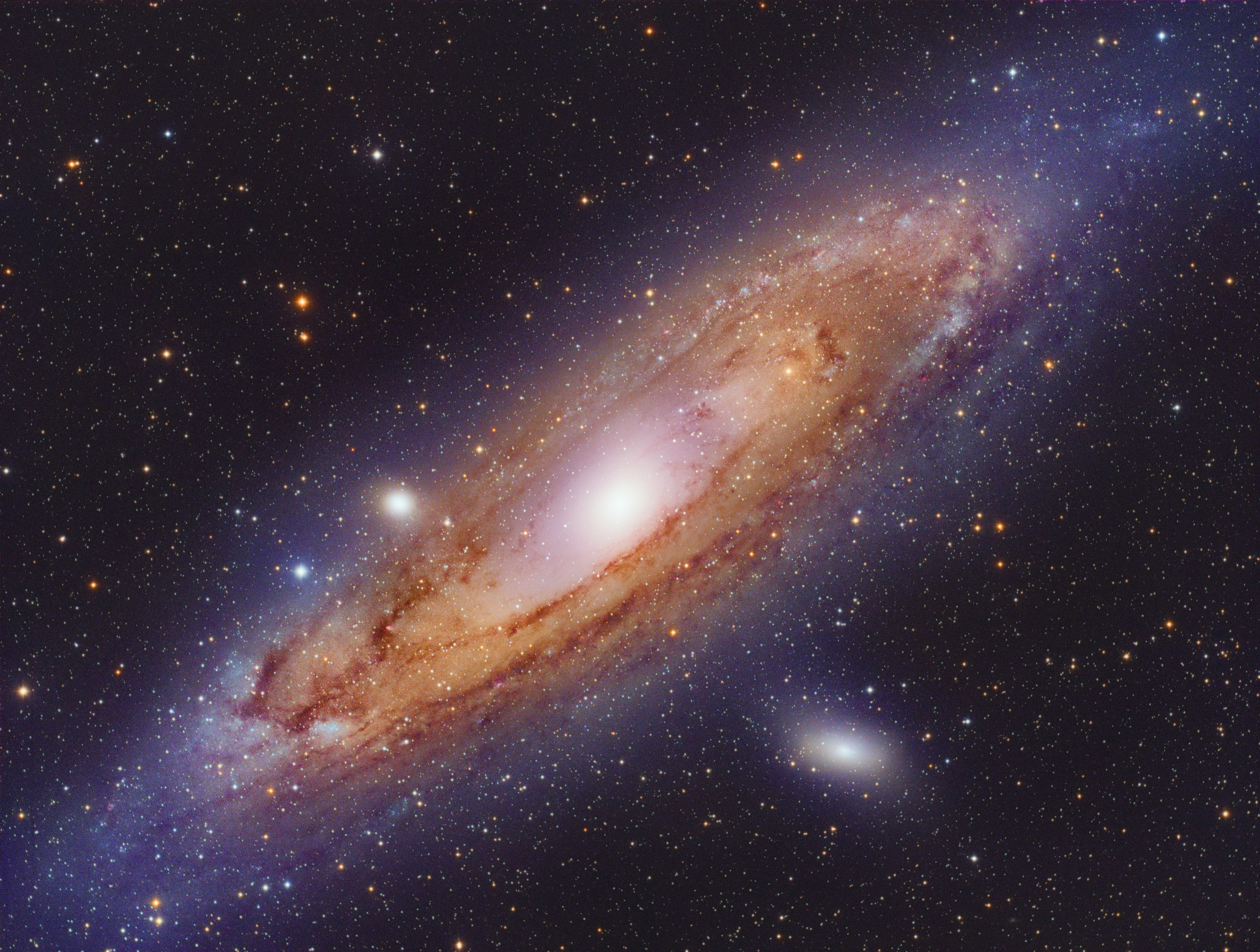
Galaxie v Andromedě (M31) a její satelity M32 a M110 na snímku Ivana Boka

Messierův katalog ovlivnil Williama Herschela, ke kterému se Messierův katalog dostal 7. prosince 1781. Teprve díky Messierově katalogu Herschel v srpnu 1782 začal s pozorováním objektů hlubokého vesmíru. Prvním Herschelovým nalezeným objektem hlubokého vesmíru byla planetární mlhovina NGC 7009, kterou objevil 7. září 1782. V říjnu 1783 začal Herschel podrobně prohledávat celou oblohu, aby našel všechny objekty hlubokého vesmíru, které mohl vidět z Anglie. Do roku 1786 tak zapsal 1 000 objektů a do roku 1802 přes 2 500 objektů. Herschel v roce 1801 navštívil Paříž a setkal se i s Messierem.
V díle Williama Herschela pokračoval jeho syn John Herschel, který do něj přidal také objekty pozorovatelné z jižní polokoule a výsledný soupis 5 079 nalezených objektů vydal v roce 1864 pod názvem General Catalogue of Nebulae and Clusters.
John Dreyer následně tento katalog rozšířil na 7 840 objektů a v roce 1888 jej vydal pod názvem New General Catalogue (NGC).
Katalog NGC a Dreyerovy dva dodatky nazvané Index Catalogue (IC) představují ucelený soupis všech tehdy známých objektů hlubokého vesmíru a obsahuje tak téměř všechny jasné, velké a Zemi blízké objekty. Z toho důvodu je označení objektů čísly NGC nebo IC mezi astronomy běžně používané.

### Messierův maraton
Mezi amatérskými astronomy se v 70. letech 20. století začala šířit snaha o pozorování všech objektů Messierova katalogu během jediné noci. Takzvaný Messierův maraton tehdy vznikl nezávisle na sobě v severní Americe a Španělsku. Všech 110 objektů během jediné noci jako první pozoroval Gerry Rattley z Dugasu v Arizoně. Stalo se to v noci z 23. na 24. března 1985 a o pouhou hodinu později maraton dokončil i Rick Hull v oblasti Anza v Kalifornii.
Kvůli nerovnoměrnému rozložení Messierových objektů na obloze je pro Messierův maraton nejvhodnější období od poloviny do konce března. Jeho úspěšné splnění také závisí na zeměpisné šířce pozorovatele – vhodné jsou nízké severní zeměpisné šířky, nejlépe kolem 25° s. š. Aby pozorovatele nerušil svit Měsíce, je výhodné využít období novoluní. Astronomické spolky různých zemí každoročně pořádají zvláštní setkání, na kterých účastníci usilují o splnění Messierova maratonu.

## Objekty Messierova katalogu

Mapa Messierových objektů

Přidáním galaxie M110 v roce 1966 se Messierův katalog rozrostl na 110 objektů: z toho je 40 galaxií, 29 kulových a 27 otevřených hvězdokup, 6 emisních a 4 planetární mlhoviny, 1 pozůstatek supernovy a 3 další nezařazené objekty (hvězdné mračno M24, dvojhvězda M40 a asterismus M73). Následující mapa ukazuje rozmístění Messierových objektů na obloze – pořadí objektů odpovídá jejich postupnému přidávání do katalogu. Na mapě je možné vysledovat tři hrubě ohraničené skupiny objektů: v pravé části převládají otevřené hvězdokupy, které jsou na večerní obloze vidět v zimě, uprostřed jsou to jarní galaxie soustředěné zejména kolem Kupy galaxií v Panně a vlevo se mísí kulové a otevřené hvězdokupy, které se nejlépe pozorují v létě.

### Nejvýznamnější objekty

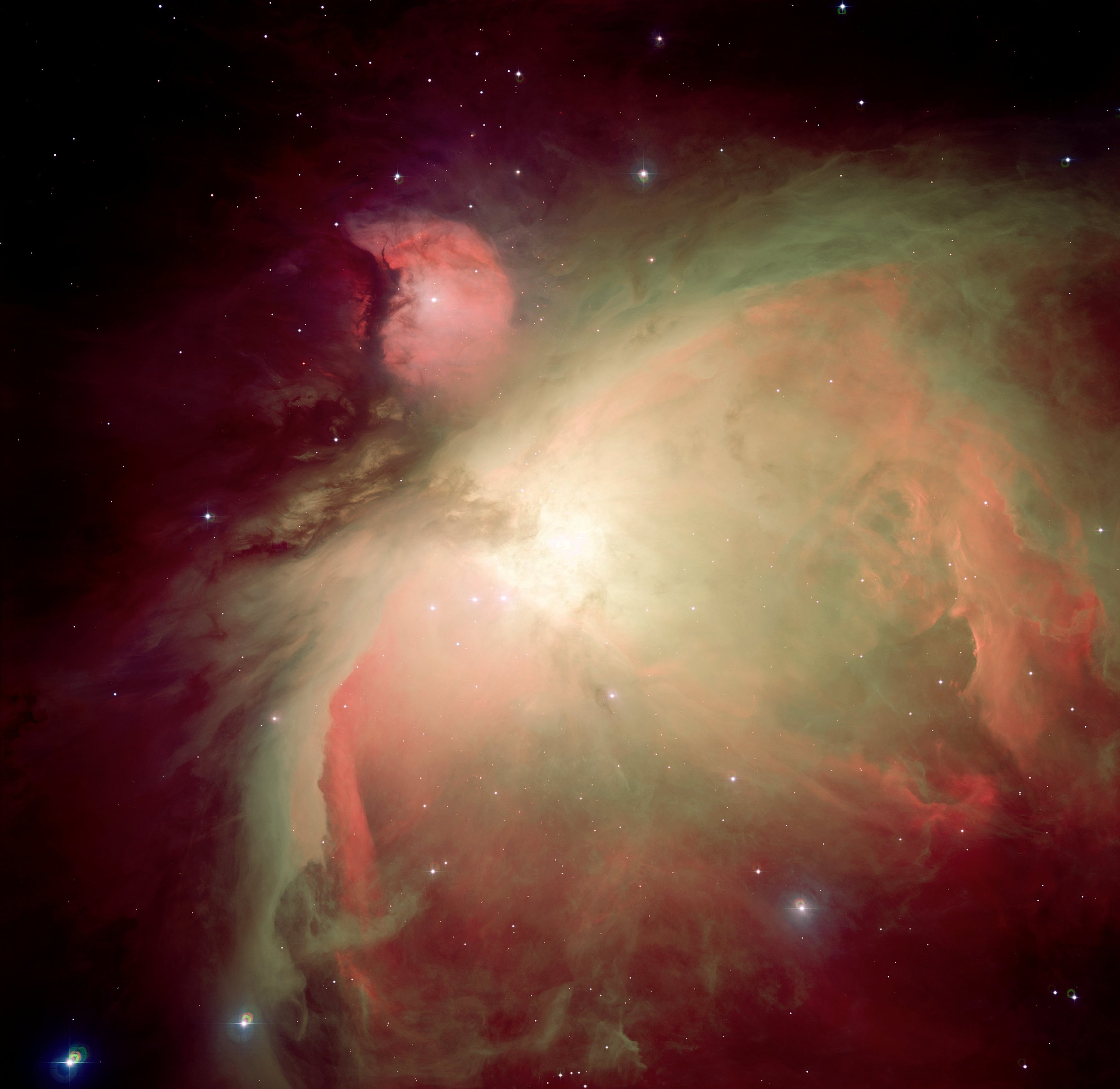
Mlhovina v Orionu (M42) a M43 (vlevo nahoře), autor: ESO

Nejjasnější otevřenou hvězdokupou a zároveň nejjasnějším objektem katalogu jsou Plejády (M45) s magnitudou 1,6.
Plejády jsou také ze všech objektů v katalogu nejblíže k Zemi, vzdálené jsou pouhých 440 světelných let.
Nejjasnější galaxií v katalogu je Galaxie v Andromedě (M31) s magnitudou 3,4.
Z emisních mlhovin je v katalogu nejjasnější Mlhovina v Orionu (M42), která má magnitudu 4,0.
Nejjasnější kulovou hvězdokupou z Messierových objektů je M22 s magnitudou 5,1.
V těsném závěsu za ní je M4, která má magnitudu 5,6 a od Země je vzdálená 7 200 světelných let, takže díky její velké blízkosti ji Messier jako vůbec první kulovou hvězdokupu rozložil na jednotlivé hvězdy.
M4 je také spolu s NGC 6397 k Zemi nejbližší kulovou hvězdokupou.
Ze čtyř planetárních mlhovin v Messierově katalogu je nejjasnější Činka (M27) s magnitudou 7,4. Zároveň je vůbec první objevenou planetární mlhovinou.
V Messierově katalogu jediným, ale velmi známým a výrazným, pozůstatkem supernovy je Krabí mlhovina (M1), která má magnitudu 8,4.
Přesné pořadí všech Messierových objektů podle jejich jasnosti se těžko určuje, protože magnituda mnoha objektů není známa příliš přesně.
Z toho důvodu se těžko určuje také nejslabší objekt Messierova katalogu, ale pravděpodobně jím je galaxie M91
a jen nepatrně jasnější je galaxie M98 a mlhovina Malá činka (M76).
Nejjižnějším objektem katalogu je otevřená hvězdokupa M7. Nejvzdálenějším objektem od Země se vzdáleností 85 milionů světelných let
je galaxie M109.
Z důvodu její malé plošné jasnosti je pro amatérské astronomy z hlediska pozorování nejtěžším Messierovým objektem galaxie M74.

### Další významné objekty

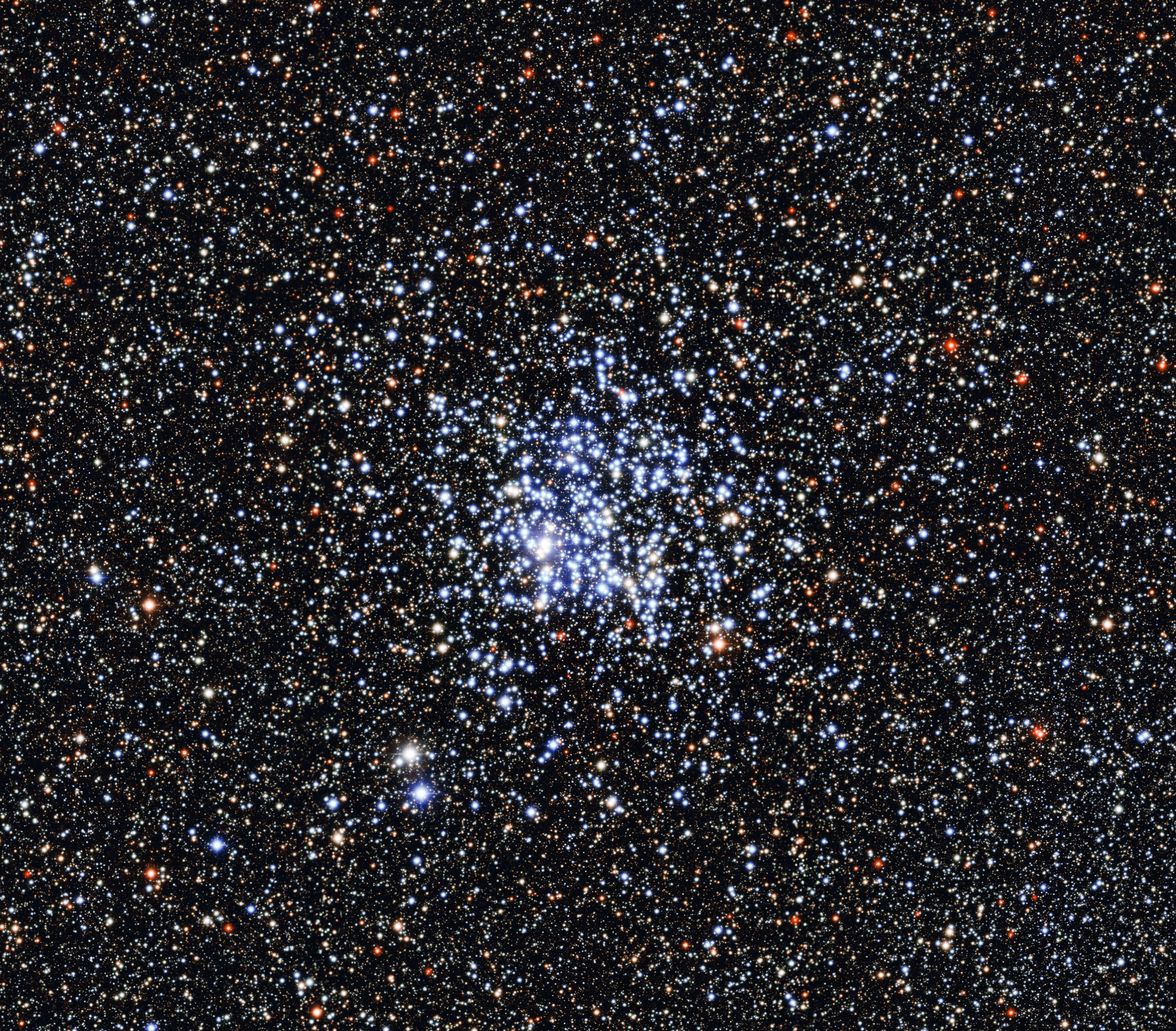
Bohatá otevřená hvězdokupa Divoká kachna (M11), autor: ESO

#### Otevřené hvězdokupy
Motýlí hvězdokupa (M6) má na obloze ze všech objektů Messierova katalogu nejmenší úhlovou vzdálenost od středu Galaxie, který se promítá do souhvězdí Střelce.
Hvězdokupa Divoká kachna (M11) je jednou z nejbohatších otevřených hvězdokup a obsahuje asi 2 900 hvězd.
Hvězdokupa Jesličky (M44) je se svou vzdáleností od Země 577 světelných let druhým nejbližším objektem katalogu.
Otevřená hvězdokupa M46 je zajímavá tím, že zdánlivě obsahuje planetární mlhovinu, která ovšem leží o něco blíže k Zemi.
M67 je nejstarší otevřenou hvězdokupou Messierova katalogu. Nejvzdálenější otevřenou hvězdokupou katalogu je pravděpodobně M103.

#### Kulové hvězdokupy

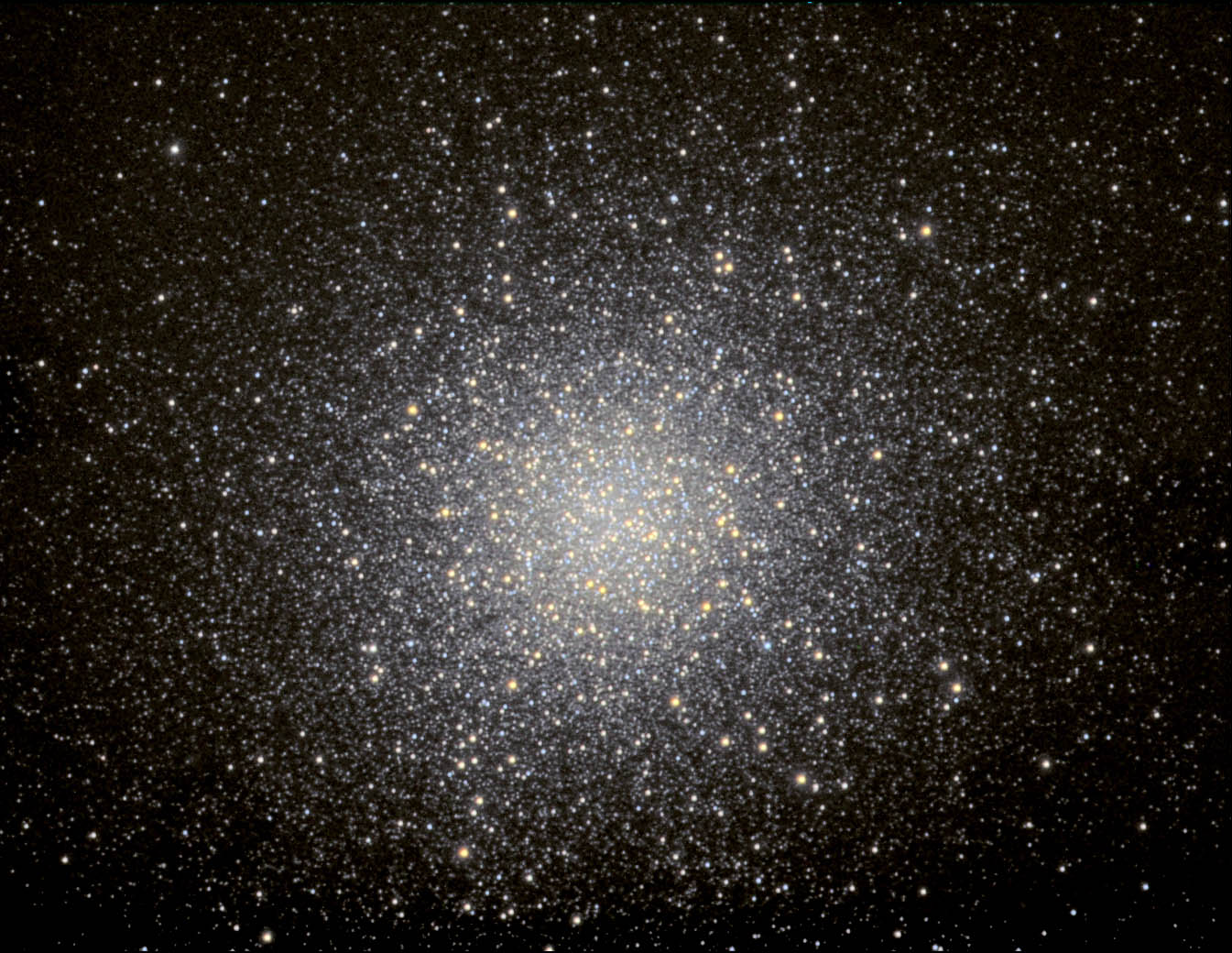
Kulová hvězdokupa M13, autor: Robert J. Vanderbei

M3 je významná tím, že obsahuje nejvíce proměnných hvězd ze všech kulových hvězdokup v Mléčné dráze. M5 je nejjasnější kulovou hvězdokupou severní oblohy.
Také M13 patří mezi nejvýraznější a nejznámější kulové hvězdokupy na severní obloze.
M15 je možná nejhustší kulová hvězdokupa v Mléčné dráze a první kulová hvězdokupa, ve které byla nalezena planetární mlhovina.
Kulové hvězdokupy M19 a M69 jsou v Messierově katalogu nejbližší kulové hvězdokupy od středu Galaxie, vzdálené od něj pouhých 4 900 světelných let.
Kulová hvězdokupa M54 patří mezi nejzářivější kulové hvězdokupy - v Mléčné dráze je jasnější pouze Omega Centauri. Na obloze ovšem není příliš jasná, protože leží velmi daleko, dokonce je součástí Trpasličí eliptické galaxie ve Střelci.
M62 patří mezi výrazně nesouměrné kulové hvězdokupy, což je pravděpodobně způsobeno její blízkostí ke galaktickému jádru. M71 je málo zhuštěná kulová hvězdokupa, takže byla dlouhou dobu považována za hustou otevřenou hvězdokupu.
Naopak M75 patří mezi nejvíce zhuštěné kulové hvězdokupy.
Také M80 patří mezi nejhustší kulové hvězdokupy a pravděpodobně díky tomu také obsahuje velký počet modrých opozdilců, kteří mohou vznikat při těsném přiblížení hvězd v hustém jádru hvězdokupy.

#### Mlhoviny
Orlí mlhovina (M16) a mlhovina Omega (M17) jsou výrazné emisní mlhoviny, ve kterých probíhá tvorba nových hvězd.
Prstencová mlhovina (M57) je jednou z nejznámějších planetárních mlhovin.
M78 je nejjasnější reflexní mlhovinou na celé obloze.

#### Galaxie

Vírová galaxie (M51), autor: NASA/Hubble Heritage Team

Do Messierova katalogu se dostalo i mnoho galaxií z blízkého okolí Mléčné dráhy. V katalogu jsou tak zapsáni oba dva zbývající výrazní členové Místní skupiny galaxií, tedy výše zmíněná Galaxie v Andromedě a Galaxie v Trojúhelníku (M33). M33, vzdálená od Země 3 miliony světelných let, je zároveň pro většinu lidí nejvzdálenějším objektem, který mohou pozorovat pouhýma očima.
M81 a M82 jsou galaxie ležící 12 milionů světelných let od Země a díky této jejich blízkosti na obloze tvoří výraznou fyzicky vázanou dvojici. M82 je nepravidelná galaxie, kterou pravděpodobně narušila galaxie M81 a díky tomu je M82 ukázkovým představitelem galaxií s překotnou tvorbou nových hvězd.
Také galaxie Jižní větrník (M83) leží velmi blízko k Zemi a je díky tomu na obloze velmi výrazná. Od Země je vzdálená 15 milionů světelných let a je to nejjižnější galaxie Messierova katalogu.
Galaxie Černé oko (M64), vzdálená od Země 17 milionů světelných let,
je známá díky výrazné temné skvrně poblíž jejího jádra. Vírová galaxie (M51) je první galaxií, u které byla rozpoznána spirální struktura, a je jednou z nejznámějších galaxií na obloze.
Od Země je vzdálená přibližně 23 milionů světelných let.
M77 je výrazným představitelem Seyfertových galaxií, což je typ galaxií s aktivním galaktickým jádrem.
Leží ve vzdálenosti asi 47 milionů světelných let od Země.
Kupa galaxií v Panně je od Země vzdálená přibližně 60 milionů světelných let, a tak Messierův katalog obsahuje také mnoho jejích nejvýraznějších členů. Galaxie M49 je nejjasnějším a zároveň prvním objeveným členem této kupy,
ale ústředním členem této kupy je obří eliptická galaxie M87.
M60 je třetím nejjasnějším členem Kupy galaxií v Panně a je zvláštní tím, že se zdánlivě překrývá s galaxií NGC 4647.
Galaxie M61 se svou sedmou pozorovanou supernovou převzala v roce 2014 vedení v počtu pozorovaných supernov v rámci Messierova katalogu. Celkově ji předčí pouze galaxie NGC 6946.
M84 a M86 patří mezi nejjasnější galaxie Kupy galaxií v Panně a spolu s dalšími blízkými galaxiemi tvoří Markarianův řetěz. Zároveň se M86 v rámci Messierova katalogu pohybuje nejvyšší rychlostí směrem k Zemi.
Členem kupy je i M99, která se ze všech Messierových objektů vzdaluje od Země nejvyšší rychlostí 2 324 km/s.

## Zvláštní položky katalogu

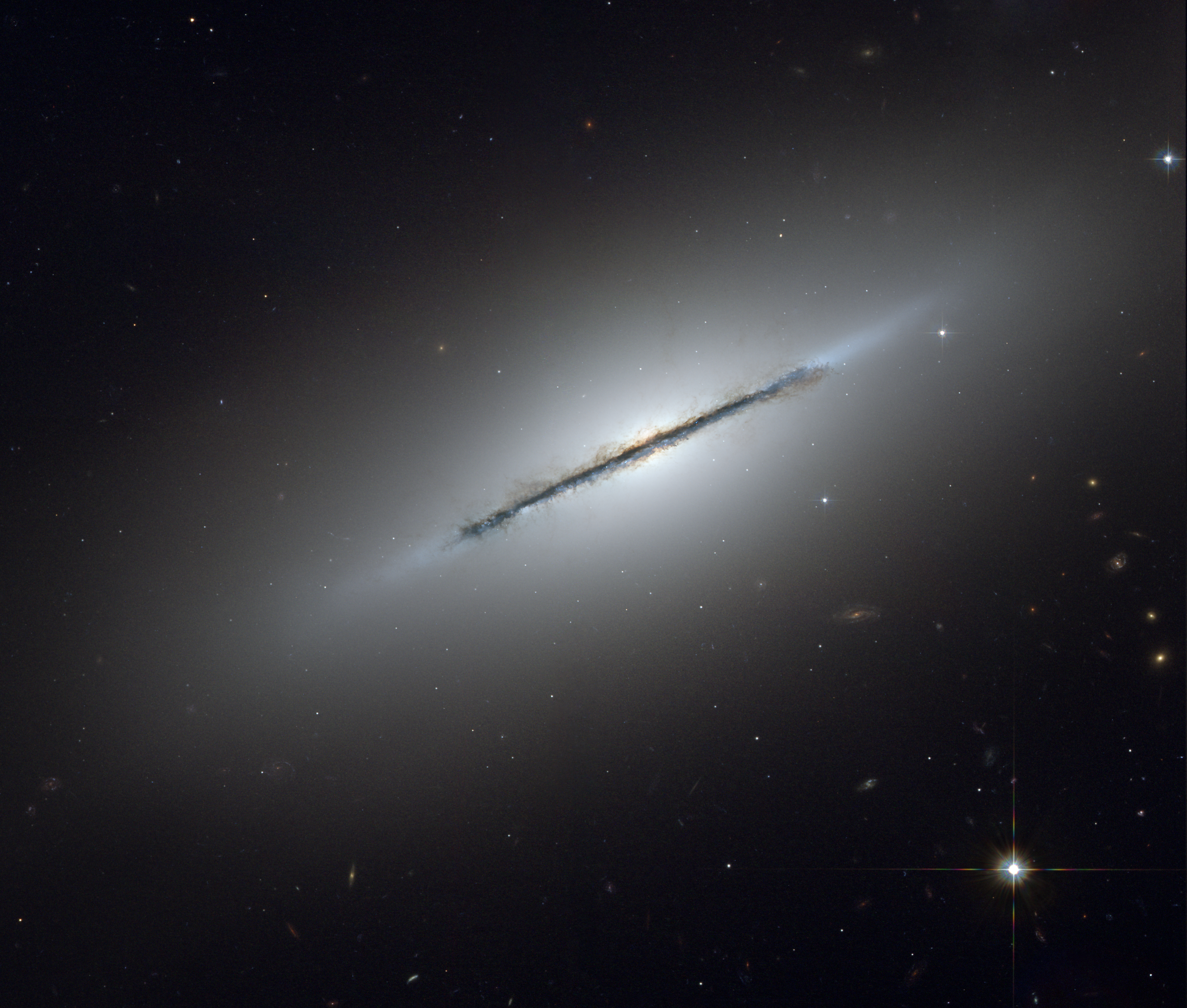
Vřetenová galaxie (M102), autor: HST

Neucelená hvězdná uskupení
Součástí katalogu je i několik položek, které nejsou skutečným objektem hlubokého vesmíru. První takovou položkou je Hvězdné mračno ve Střelci, které dostalo označení M24. Toto mračno je část spirálního ramene Mléčné dráhy v rozsahu vzdáleností 10 až 16 tisíc světelných let, na kterou je ze Země nahlíženo skrze průzor mezi temnými mlhovinami.
Na její severovýchodní část se náhodně promítá otevřená hvězdokupa NGC 6603, která leží při pohledu ze Země před M24.
Některé katalogy omylem přiřazovaly označení M24 této malé hvězdokupě.
Další zvláštností katalogu je dvojhvězda M40, kterou Messier objevil při procházení hvězdného katalogu Johanna Hevelia. Dokonce ani nejde o fyzicky vázanou dvojici, ale o náhodné seřazení dvou hvězd různě vzdálených od Země, tedy o optickou dvojhvězdu.
Poslední takovou položkou je M73, která bývala považována za velmi řídkou otevřenou hvězdokupu, ale v roce 2002 bylo zjištěno, že jde opět o náhodné uskupení různě vzdálených hvězd, tedy asterismus.
Chybějící objekty
Značná pozornost byla věnována objektům, které se dlouhou dobu nedařilo ztotožnit se skutečnými objekty. Prvním z těchto objektů je výše zmíněná dvojhvězda M40, u které až John Mallas v roce 1966 ověřil, že je shodná s dvojhvězdou Winnecke 4. Otevřená hvězdokupa M47 byla dlouho považována za chybějící objekt díky tomu, že Messier při zápisu její polohy uvedl špatné znaménko rozdílu rektascenze od referenční hvězdy. Tuto chybu odhalil T. F. Morris v roce 1959. Také otevřená hvězdokupa M48 měla chybně uvedenou rektascenzi a objasnění této chyby přinesli Oswald Thomas v roce 1934 a opět T. F. Morris v roce 1959. Mnohem obtížněji se hledala chyba u galaxie M91, protože Messier určil její polohu pomocí M89, ale jako výchozí bod omylem použil souřadnice galaxie M58. Dosazením souřadnic M89 se poloha M91 kryje s galaxií NGC 4548. Tuto chybu odhalil amatérský astronom William C. Williams z Texasu.
Posledním chybějícím objektem je galaxie M102, kterou objevil Méchain a Messier ji do katalogu přidal těsně před jeho posledním vydáním bez ověření její polohy. Méchain později ve svém dopise Bernoullimu sice prohlásil, že M102 je pouze omylem znovu pozorovaná galaxie M101, ale Messierův popis i jím ručně připsané souřadnice tohoto objektu se shodují s galaxií NGC 5866.
Příliš jasné objekty

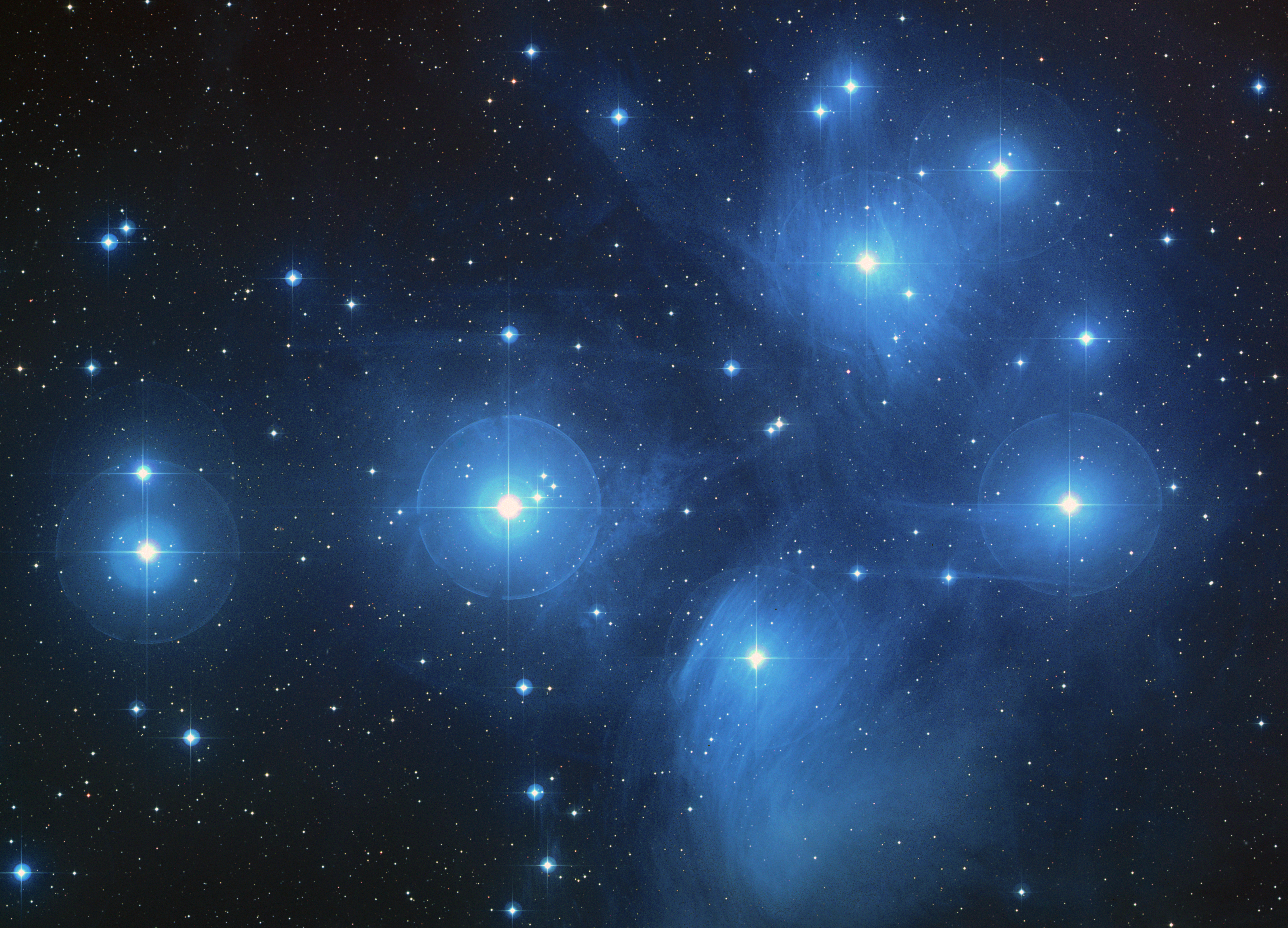
Plejády (M45), autor: NASA

Přesto že Messier do svého katalogu zapisoval převážně slabé objekty, které by se daly splést s kometami, těsně před prvním vydáním svého katalogu jej rozšířil přidáním čtyř dobře známých objektů M42 až M45 (Mlhovina v Orionu, hvězdokupa Jesličky a Plejády). Polohy těchto čtyř objektů změřil 4. března 1769 a možným vysvětlením tohoto činu může být, že chtěl před vydáním svého katalogu navýšit počet jeho objektů, aby překonal 42 objektů v jiném katalogu, který v roce 1755 vydal Nicolas-Louis de Lacaille.
Neobsažené významné objekty
Na pozemské obloze je mnoho dalších významných objektů, které by mohly být součástí Messierova katalogu, ovšem po dokončení třetího vydání katalogu se již Messier zajímal pouze o hledání komet. Takovými významnými objekty jsou například galaxie Sochař nebo planetární mlhoviny Kočičí oko a NGC 7009. Kvůli tomu, že Messier svá pozorování prováděl pouze v Paříži, nejsou v katalogu obsaženy ani žádné objekty s deklinací jižnější než -35°. Na doplnění těchto objektů se zaměřil Patrick Moore a sestavil tak Caldwellův katalog.